# Muhannad Al-Hassani
Muhannad Al-Hassani (* 1965) ist ein syrischer Menschenrechtsanwalt.

## Tätigkeit
Hassani ist Menschenrechtsanwalt und Präsident der syrischen Menschenrechtsorganisation „Sawasiya“. Er ist ein Kommissar der Internationalen Juristenkommission.
Er war ein ausgesprochener Verteidiger der zwölf inhaftierten Pro-Demokratie-Aktivisten, die im Jahr 2008 verhaftet worden waren. Die Gruppe war Teil der Koalition, die unter dem Namen „Damascus Declaration“ bekannt war und sich für einen friedlichen Wandel zur Demokratie in Syrien einsetzte.

## Inhaftierung und Verurteilung
Am 28. Juli 2009 wurde Hassani nach mehrere Tage andauernden Verhören verhaftet. 
Am 28. Oktober 2009 wurden die strafrechtlichen Ermittlungen abgeschlossen und Anklage erhoben. Diese basierte auf den Artikeln 285 und 286 des Syrischen Strafrechts wegen „Erklärungen mit dem Ziel, die patriotischen Gefühle zu schwächen oder Sektierertum zu unterstützen oder ethnische Teilung zu unterstützen, wenn das Land sich im Krieg befindet oder Krieg erwartet.“
Im Juni 2010 wurde er in  Syrien zu einer Haftstrafe von drei Jahren verurteilt. Wegen der „Verbreitung falscher Informationen“ hatte ein Strafgericht in der Hauptstadt Damaskus  Hassani schuldig gesprochen.
Die Syrische Menschenrechtsliga äußerte schwere Bedenken hinsichtlich der Verurteilung, da „keine der minimalen Voraussetzungen für einen fairen Prozess erfüllt worden“ seien.

## Preise und Auszeichnungen
Er erhielt den Martin-Ennals Menschenrechtspreis 2010.